# Milivoj Pavlović
Milivoj Pavlović (Niš, 8. decembar 1891 — Beograd, 19. januar 1974) bio je poznati srpski lingvista i „doajen naše serbokroatistike” (P. Ivić). Kao sin oficira koji je stalno preraspoređivan, Pavlović je osnovnu školu i gimnaziju pohađao u više gradova, od Velikog Gradišta i Gornjeg Milanovca do Čačka i Niša. Maturirao je u gimnaziji u Nišu, a zatim se upisao na Filozofski fakultet u Beogradu, gde je studirao srpski jezik i književnost sa slavistikom. Tokom Prvog svetskog rata prešao je u Crnu Goru i Albaniju, a zatim je upućen u Francusku, gde je predavao jezik i književnost izbeglim srpskim đacima. Istovremeno je počeo i da studira, u Poatjeu, klasične jezike i keltski jezik. Zatim je prešao u Pariz, na Sorbonu, Ecole pratique des hautes études i na Collège de France gde je studirao uporednu gramatiku kod tadašnjih uvaženih lingvista Antoana Mejea i Albera Doza, sanskrt kod profesora Anrija, a kod Ferdinana Brinoa i Gistava Lansona francuski jezik i književnost. Njegova doktorska disertacija „Le langage enfantin: acquisition du serbe et du français par un enfant serbe”, koju je odbranio u Parizu (1920) kod Mejea, privukla je naročitu pažnju, a Francuska akademija mu je dodelila 1921. godine nagradu Prix Volney. Pavlovićeva proučavanja u domenu dečjeg govora i bilingvizma, izložena i analizirana u doktorskoj tezi, citirana su i u savremenim naučnim istraživanjima.

### Izbor iz bibliografije
- Павловић, Миливој (1965). „Посесивни генитив и посесивни придев” (PDF). Наш језик. 14 (4-5): 235—238.[мртва веза]